# Divertimento
Divertimento (określenie z języka włoskiego) – kompozycja instrumentalna stosowana w XVII i XVIII wieku o prostym charakterze, niewielkich rozmiarach i składająca się z kilku części.
Divertimento pochodzi od suity, a forma wykazuje podobieństwo z wczesną symfonią. Kompozycje w tej formie pisali m.in. Wolfgang Amadeus Mozart i Joseph Haydn. W fudze stanowi epizod, w którym rozwijają się elementy tematu.